# Hełm wz. 2000

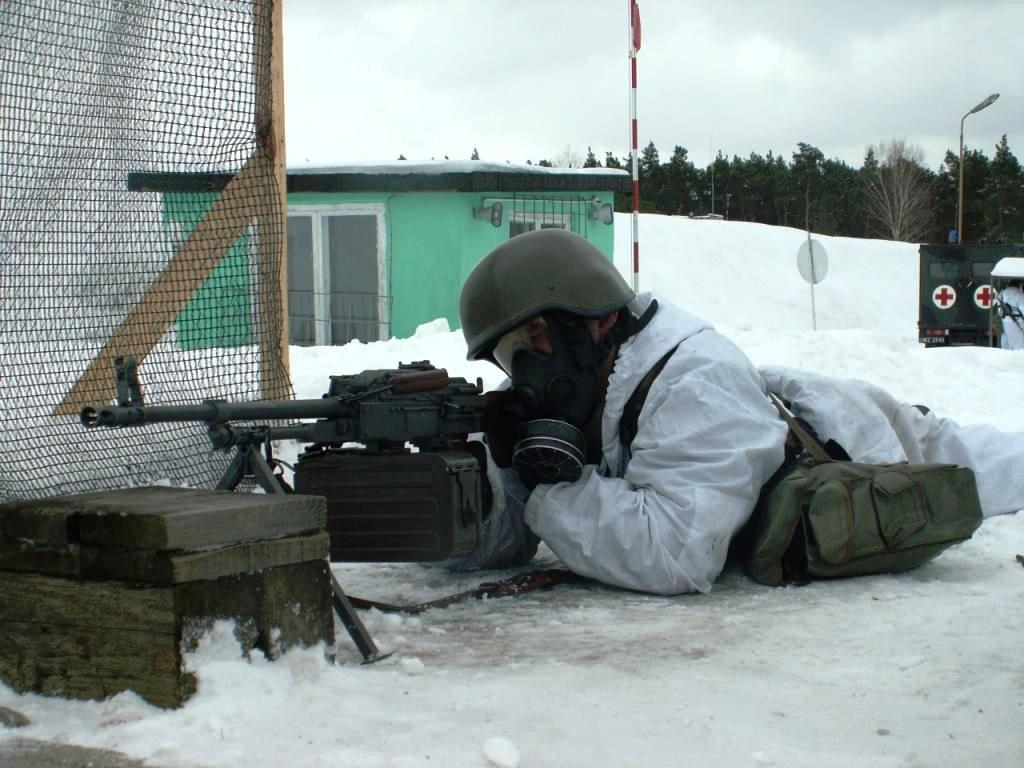
Żołnierz w hełmie wz. 2000

Hełm wz. 2000 – bojowy hełm kompozytowy będący na wyposażeniu Wojska Polskiego. Wycofany na rzecz hełmu wz. 2005.

## Historia

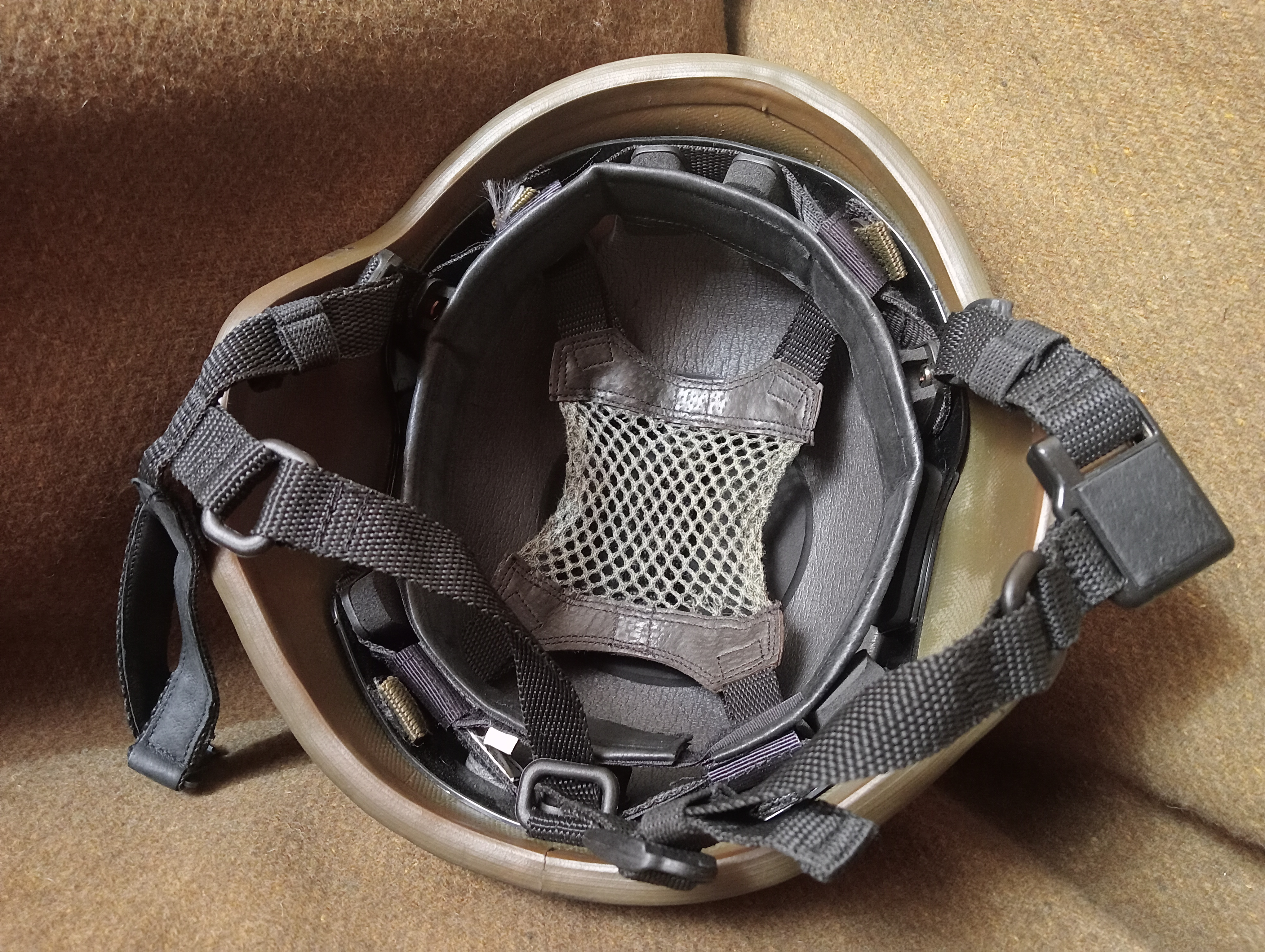
Fasunek hełmu

Hełm został opracowany w oparciu o niemiecki hełm wzoru Schuberta. Posiada on charakterystyczny kształt dzwonu w kolorze zielonym. Wyposażenie wewnętrzne oparte jest na profilowanej obręczy z rozpiętym tzw. hamakiem.  Potnik wykonano z czarnej skórki (podobnie jak w hełmie wz. 93). Przypięty został do obręczy nośnej na rzepy. Taśmy zawieszenia są koloru czarnego. Odporność balistyczna hełmu jest na poziomie dla hełmów ogólno wojskowych tego typu (>610 m/s). Produkowany był w trzech rozmiarach (1,2 i 3, gdzie 3 to rozmiar największy). Główną wadą wz. 2000 jest ograniczona kompatybilność z przyrządami noktowizyjnymi montowanymi na hełmie według zasad NATO.
Oprócz wersji podstawowej opracowano wersję dla wojsk aeromobilnych (wstawiona dodatkowa tylna skórzana poduszka amortyzacyjna do wnętrza hełmu) oraz opcjonalnie montowaną osłonę twarzy.
Głównymi producentami hełmów były firmy RESAL i Maskpol.

Hełmy wz. 2000 były dostarczane z pokrowcami w kamuflażu wz. 93 Pantera w wersji leśnej jak i pustynnej. Dodatkowo stosowano niebieskie pokrowce podczas operacji w ramach ONZ.

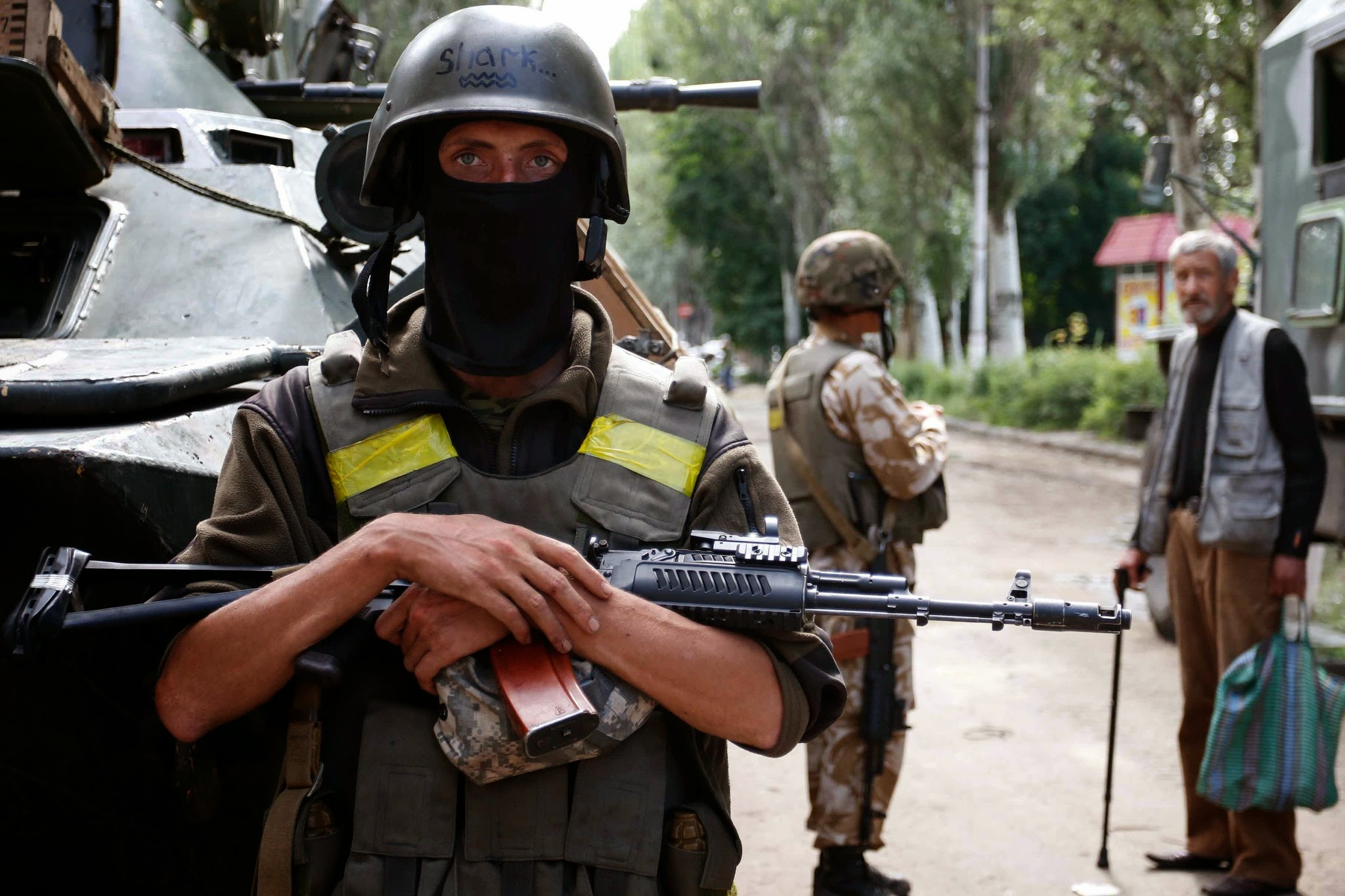
Ukraińscy żołnierze wyposażeni w hełmy wz. 2000, Słowiańsk, 2014

## Użytkownicy
- Polska − wprowadzony jako następca hełmu wz. 93, używany podczas wojny w Iraku oraz Afganistanie. Wycofane całkowicie z Wojska Polskiego po roku 2015[1].
- Ukraina − używane przez Siły Zbrojne Ukrainy oraz liczne organizacje paramilitarne podczas konfliktu w Donbasie 2014 roku oraz podczas wojny rosyjsko-ukraińskiej[2].